# Lage Hellman
Ragnar Lage Henrik Hellman, född 27 februari 1901 i Köping, död 30 juli 1971 i Västerås domkyrkoförsamling, Västerås, var en svensk målare och tecknare.
Han var son till Gustaf Hellman och  Anna Matilda Johansson och gift med Alva Åhman äktenskapet upplöstes 1939. Hellman utbildade sig först till ingenjör och arbetade under många år vid ASEA i Västerås. Samtidigt ägnade han sig som amatör åt målning och bedrev självstudier under många långa resor bland annat till Amerika. Han övergav sin fasta anställning och efter en tid i Paris började han studera konst vid Otte Skölds målarskola i Stockholm 1940 och för Othon Friesz i Paris 1946–1947 och under studieresor till Holland, Belgien och Italien. Efter en ateljéutställning i Västerås 1943 genomförde han sin första större separatutställning på Eskilstuna konstmuseum 1943 och ställde därefter ut på ett flertal platser i Sverige och Europa. Han medverkade i samlingsutställningar med Sveriges allmänna konstförening. Han tilldelades Västerås stads kulturstipendium 1951 och Prix de Marocs ateljéstipendium 1951 och 1952. Hans konst består av porträtt, genrebilder, stadsmotiv och landskap, ofta med figurer från Öland eller Frankrike. Hellman är representerad vid Västerås konstmuseum och Gustav VI Adolfs samling. Han är gravsatt i minneslunden på Hovdestalunds kyrkogård.